# 群龍奪寶
《群龍奪寶》是一部1988年上映的香港电影。出品人为何冠昌，导演为袁振洋，元华任武术指导，由刘德华、泰迪罗宾、徐少强和关之琳主演。该片当年在东南亚的票房成绩比香港的要好的多。它是刘德华和关之琳第一次演银幕情侣的电影，此后两人不断合作主演了11部电影。

## 剧情
神探陈查礼抓到一个罪犯大佬，小弟们前来救大佬，被查礼击退。在一列火车上，查礼对一个年轻美女（卓非凡大女儿）难以忘怀。
奸商宋金荣利用髮绣可兰经的展览机会要吴氏的保险公司承保，再找神偷卓非凡偷得经书，以达到使吴氏破产并兼并其保险公司之目的。吴氏乃年轻有为神探陈查礼的干爹，于是查礼带头负责看护经书安全之重任。查礼的朋友马云龙为了实现自己所爱女人的心愿（她的爷爷和父亲一直都想得到经书），也加入到偷窃经书的行动中来。于是在陈卓马三人之间呈现了一系列的斗智斗勇的奇谋妙计。
收到宋金荣的经书后，在查礼的指挥下，保安团队分成五组人马分别护送五个箱子走不同的路线前往展览目的地。而查礼声称经书在自己身上，在小明的陪护下两人来到一个澡堂泡澡。受宋金荣雇佣抢夺经书的两位恶人——大小不良在澡堂里对查礼和小明大打出手，因不敌查礼而落败。最终放在其中一个箱子里的经书安全抵达目的地。次日经书与其他一些贵重物品共同在展览大厅展出，马云龙伪装成医生、其女友伪装成孕妇混进参观的人群中，两人配合演出了一幕为孕妇接生的戏，并让保安清空了大厅，被屏风围起来的两人动手想用工具打开经书所在的玻璃柜，然而很快真的医生护士的到来破坏了他们的计划。
查礼让手下追查马云龙的住处，并安排小明去跟踪卓非凡，小明骑自行车跟踪卓与其女儿时被对方发现并打伤，后来查礼得知卓与善于制作假东西的賈亦真见了面。查礼从酒吧出来开车离开时，发现喝醉酒的美女（卓非凡大女儿）进了自己车里并把自己误认为司机，查礼开车送她回到居住的花旗酒店，在酒店房间两人还跌入浴缸弄湿身上穿的衣服。查礼走后去找賈亦真，因为他知道卓找贾是为了要制作假的可兰经，查礼给了贾一些钱也要他为自己制作一个假经书。
后来那位美女（卓非凡大女儿）找到查礼的干爹吴老板，要吴把查礼之前在酒店房间遗留下的短裤转交给查礼，这令喜欢查礼的吴小姐嫉妒生气。为了经书更保险，查礼令人在展厅做了装修，加装了铁门和玻璃柜里的经书可升降的控制按钮。在最后一个展览之夜，马云龙扔进展厅多根冒烟的假炸弹吓走了保安，最后偷走了展厅里的经书。接到卓的电话后，查礼前去解救被卓用枪挟持的吴老板，因为卓知道马偷走的只是一个假的可兰经，不过查礼并没把真经书交给卓，因为他知道卓向来的规矩就是不用真枪做事。不甘心得不到经书，卓就对吴老板称查礼监守自盗以挑拨吴和查礼的关系，卓走后吴果真让查礼把真经书交给了他。
失意的查礼去酒吧浇愁与卓再次相遇，两人一起喝酒唱歌。与此同时，卓非凡大女儿找到吴老板，声称自己要归还查礼让她保管的经书，结果使得吴认为她手里的才是真的，于是偷偷地用自己手上的真经书换回了卓的假经书。从酒吧出来的查礼看到那位美女坐上了卓的车子一起离开，就去问干爹吴，得知真经书已被卓女儿骗走，这个消息也被马云龙知道了。卓将经书交给了宋金荣换得一笔不菲的酬劳，不过很快马来到宋的豪宅偷经书，卓的大女儿和查礼很快也现身去争抢经书。三人被宋的手下包围并展开厮杀较量，最终经书辗转落到了卓的二女儿手中。
马和查礼为了经书去找卓非凡，马陈二人单枪匹马都不敌卓的身手，最终联手逼卓交出经书。卓离开后，马陈二人又开打，马云龙女友发现卓交给他们的经书是假的。卓非凡和两个女儿乘火车离开，卓对女儿说他看重的是游戏过程且自己在三人游戏中已经赢了。查礼最终又得到了卓的大女儿托人转交给他的真经书。

## 角色
| 演員     | 角色                                                      |
| 刘德华   | 神探（猎犬）陈查禮 (粵語配音：李學斌)                     |
| 泰迪罗宾 | 神偷（老狐狸）卓非凡                                      |
| 徐少强   | 神枪（快槍）马云龙 (粵語配音：黃志成)                     |
| 关之琳   | 卓非凡大女儿 (粵語配音：沈小蘭)                           |
| 林忆莲   | 卓非凡二女儿                                  |
| 谢宁     | 马云龙女友                                    |
| 钱嘉乐   | 小明(保险公司小头目，陈查禮的助手 ) (粵語配音：馮永和)    |
| 鄭君綿   | 保險公司吳老闆，陈查礼干爹 (粵語配音：林國雄)             |
| 午马     | 賈亦真（卓非凡认识的），制造假经书之人 (粵語配音：黃子敬) |
| 叶荣祖   | 黃管家 (粵語配音：盧雄)                                   |
| 元奎     | 糖果小販                                                  |
| 袁和平   | 賈亦真(陈查禮认识的) (粵語配音：黃子敬)                   |
| 曹达华   | 神探 (粵語配音：盧雄)                                     |
| 成奎安   | 大小不良，被宋金荣雇佣抢夺经书的恶人          |
| 趙志凌   | 大小不良                                      |
| 王玉環   | 女秘書                                        |
| 張采眉   | 吳月影，吳老闆之女                                        |
| 鍾發     | 賭客 (粵語配音：馮永和)                                   |

## 歌曲
| 曲別   | 歌名         | 作曲   | 作詞   | 演唱者           |
| 主题曲 | 《心醉》     | 王醒陶 | 陈嘉国 | 刘德华           |
| 插曲   | 《真真假假》 | 李宗盛 | 潘源良 | 泰迪罗宾、刘德华 |

## 外部連結
- 香港影庫上《群龍奪寶》的資料（繁體中文）
- 開眼電影網上《獵犬、神鎗、老狐狸》的資料（繁體中文）
- 豆瓣电影上《群龍奪寶》的資料 （简体中文）
- 时光网上《群龍奪寶》的資料（简体中文）
- 互联网电影数据库（IMDb）上《群龍奪寶》的资料（英文）